# Saúl Calandra
Saúl Calandra (22 de outubro de 1904 - 14 de maio de 1973) foi um futebolista argentino e medalhista olímpico.

## Carreira
Saúl Calandra fez parte do elenco medalha de prata, nos Jogos Olímpicos de 1928.